# Gavin Hassett
Gavin Hassett (født 13. juli 1973 i Saint John, Canada) er en canadisk tidligere roer.
Hassett var med i den canadiske letvægtsfirer, der vandt sølv ved OL 1996 i Atlanta, første gang disciplinen var med på OL-programmet. Båden bestod desuden af Brian Peaker, Jeffrey Lay og Dave Boyes. Canadierne blev i finalen kun besejret af Danmark, der vandt guld, mens USA tog bronzemedaljerne. Han var også med i båden ved både OL 2000 i Sydney og OL 2004 i Athen, hvor canadierne sluttede på henholdsvis 7. og 5. pladsen.
Hassett vandt desuden en VM-guldmedalje i letvægtsotter ved VM 1993 i Tjekkiet.

## OL-medaljer
- 1996:  Sølv i letvægtsfirer